# Sergio Aquino
Sergio Daniel Aquino (* 21. September 1979 in Laguna Blanca, Provinz Formosa) ist ein ehemaliger paraguayischer Fußballspieler argentinischer Herkunft. Der Mittelfeldspieler absolvierte 16 Länderspiele für die Nationalmannschaft Paraguays. Auf Vereinsebene gewann Aquino zwölf paraguayische Meisterschaften.

## Karriere

### Verein
Sergio Aquino, auch als Sergio Patito Aquino bekannt, begann seine Profikarriere 1999 beim Club Cerro Porteño. Er wurde 2001 und 2004 paraguayischer Meister mit dem Verein. Nach sechs Jahren und über 100 Ligaspielen wechselte er zum Club Olimpia, wo er nur eine Saison blieb, und sich dann Club Libertad anschloss. Diesem Verein blieb Aquino bis zu seinem Karriereende 2020 treu und wurde zu einem historischen Spieler. Zehn weitere Meisterschaften konnte der zentrale Mittelfeldspieler mit Libertad gewinnen. International war er bei Karriereende der Spieler mit den meisten Einsätzen in der Copa Sudamericana und mit den zweitmeisten Einsätzen in der Copa Libertadores.

### Nationalmannschaft
Sergio Aquino debütierte für die paraguayische Nationalmannschaft im Februar 2008 beim Freundschaftsspiel gegen Honduras. Er kam in drei Qualifikationsspielen für die Weltmeisterschaft 2010 zum Einsatz. Paraguay qualifizierte sich als Dritter der Südamerikagruppe, jedoch wurde Aquino nicht für das Turnier in Südafrika nominiert. Auch bei der WM-Qualifikation 2014 absolvierte Aquino vier Partien. Paraguay wurde aber Letzter der Qualifikation und schied aus. Die 1:2-Niederlage gegen Kolumbien im Oktober 2013 in der WM-Qualifikation war das letzte Länderspiel für Aquino, der insgesamt 16 Spiele für sein Land bestritt.

## Erfolge
Cerro Porteño
- Paraguayischer Meister: 2001, 2004

Libertad
- Paraguayischer Meister: 2006, 2007, 2008-A, 2008-C, 2010-C, 2012-C, 2014-A, 2014-C, 2016-A, 2017-A
- Paraguayischer Pokalsieger: 2019